# Umberto Ortolani
Umberto Ortolani (Roma, 31 maggio 1913 – Roma, 17 gennaio 2002) è stato un avvocato, imprenditore, dirigente pubblico, dirigente d'azienda e banchiere italiano.
Massone, amico di Giacomo Lercaro, dal '63 gentiluomo di sua santità (fino alla revoca nel 1983) e dal '69 ambasciatore dell'Ordine dei Cavalieri di Malta a Montevideo, viene considerato come l’eminenza finanziaria della loggia P2, avendo favorito lo sviluppo degli affari di Licio Gelli in Sud America e con il Vaticano, tramite l'Istituto per le Opere di Religione (IOR) di mons. Marcinkus.
Secondo le sentenze di primo grado e d'appello della Corte d'Assise di Bologna, Ortolani è indicato come uno dei 4 mandanti, organizzatori o finanziatori della strage di Bologna insieme a Licio Gelli, Mario Tedeschi e Federico Umberto D'Amato.

## Biografia
Laureatosi in giurisprudenza nel dopoguerra, diventa amministratore delegato della Ducati. Introdotto dal cardinale di Bologna, Giacomo Lercaro, negli ambienti vaticani (tanto che, nel 1963 gli viene concessa la dignità onorifica di gentiluomo di sua santità da papa Paolo VI, ma che verrà poi revocata nel 1983), si costruisce sulle amicizie ecclesiastiche e sulle relazioni con il mondo della politica e dell'industria, un solido trampolino di lancio, preferendo, però, rimanere sempre nell'ombra (egli si definiva un "signor Nessuno").
È stato presidente dell'Agenzia Giornalistica Italia (AGI), che nel 1965 fu venduta all'Eni; Presidente dell'Istituto nazionale per le case degli impiegati statali (INCIS) dal 1959 al 1973; presidente dell'Ente Terme e presidente della Federazione Nazionale Stampa Italiana all'estero. All'inizio degli anni settanta si rafforza il sodalizio con Licio Gelli. Risalirebbe al 1974 la sua iscrizione alla loggia P2.

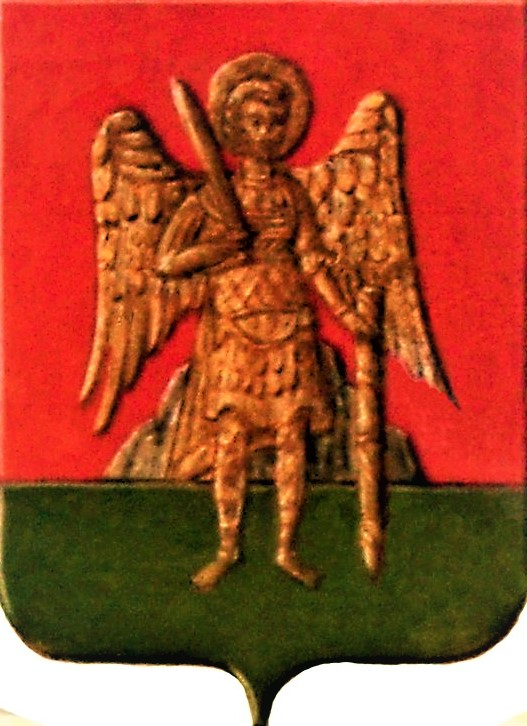
Stemma concesso a Umberto Ortolani con il titolo di conte da Umberto II di Savoia nel 1979, tratto dall'Annuario della nobiltà italiana, XXXIII edizione (2015-2020)

Il 15 settembre 1979, con Regie Lettere Patenti, ottenne da Umberto II di Savoia la concessione del titolo di conte, trasmissibile ai maschi primogeniti, e lo stemma descritto nei seguenti termini araldici "di rosso, al monte al naturale, fondato su una campagna di verde, alla figura di S. Michele Arcangelo. Motto: sì sì no no". 
Il suo impero finanziario è soprattutto all'estero: nel settembre del 1983, quando la Guardia di Finanza lo blocca in Brasile, amministra una banca (la Bafisud, Banco Financiero Sudamericano), possiede una trentina di grandi aziende agricole in Uruguay, una casa editrice, tre grattacieli e migliaia di ettari coltivati in Argentina, Paraguay e Brasile. Accusato di essere stato al centro degli intrighi finanziari della loggia P2 (dal caso Rizzoli alla bancarotta fraudolenta per il crac del Banco Ambrosiano), Ortolani si rende latitante, inseguito da due mandati di cattura internazionali.
Rifugiatosi a San Paolo, il Brasile si è sempre rifiutato di arrestarlo perché dal 1978 aveva preso la cittadinanza brasiliana. Il 21 giugno 1989 Ortolani rientra in Italia; arrivato all'aeroporto di Malpensa, la Guardia di Finanza gli notifica due mandati di cattura per bancarotta fraudolenta. Ortolani viene rinchiuso nel carcere milanese di Opera ma, pagando una cauzione di 600 milioni di lire, dopo una settimana è di nuovo libero. Il 28 gennaio 1994 viene condannato a quattro anni di reclusione per concorso in bancarotta nell'ambito della gestione della Rizzoli, di cui era stato consigliere di amministrazione.
Nel 1996, nel processo a carico della loggia P2, viene assolto dall'accusa di cospirazione politica contro i poteri dello Stato. Nell'aprile 1998 la Corte Suprema di Cassazione conferma e rende definitiva la condanna a 12 anni per il crac del Banco Ambrosiano. Ortolani, che viveva a Roma, non tornò in carcere a causa delle sue cattive condizioni di salute. Il tribunale di sorveglianza di Roma sospende, infatti, l'esecuzione della pena a causa della sua malattia. Ortolani muore a Roma il 17 gennaio 2002.
Massone, nel febbraio del 2020 la procura generale di Bologna lo ha indicato come uno dei 4 mandanti, organizzatori o finanziatori della strage di Bologna, nel corso di una indagine da cui scaturisce il processo che giunge a sentenza il 6 aprile 2022 in cui viene contestualizzato il ruolo di Umberto Ortolani, Licio Gelli, Federico Umberto D'Amato e Mario Tedeschi, identificati come ispiratori politici, mandanti, finanziatori e organizzatori della strage, non processabili perché deceduti.

## Onorificenze
- Papa Paolo VI lo ha insignito della carica di gentiluomo di sua santità nel 1963[12], revocata nel 1983.